# Leucochrysa (Nodita) antennalis
Leucochrysa (Nodita) antennalis is een insect uit de familie van de gaasvliegen (Chrysopidae), die tot de orde netvleugeligen (Neuroptera) behoort. 
Leucochrysa (Nodita) antennalis is voor het eerst wetenschappelijk beschreven door Navás in 1932.